# Revista de Turfe
Revista de Turfe é uma mídia escrita, especializada, que fornece informações sobre as corridas semanais que se relizam no hipódromo local, ou com cobertura regional ou mundial. Em geral focam-se nos programas, informações sobre os competidores e prognósticos.

## Revistas que deixaram de circular
- "O Jockey", fundada pelo jornalista José Briani Filho, no início do século XX - a mais antiga revista de turfe no Brasil - registrando os páreos do antigo Derby Club, no Rio de Janeiro, foi continuada por seu filho José Briani Neto, falecido em 2006 aos 101 anos.
- Vida Turfista. Editada no Rio de Janeiro, na primeira metade do século XX, com as corridas do Hipódromo da Gávea.
- "Guia Turfista" e "Programa Oficial Ilustrado", editados a partir da década de 50, eram distribuídas gratuitamente em ocasiões especiais de grandes provas do Hipódromo da Gávea, como o Grande Prêmio Brasil,  o "Derby", provas da Tríplice Coroa, etc. Desaparecidas no início dos anos 80, eram dirigidas pelos cronistas de turfe Décio Pinto Caetano, Derossi Pinto Caetano e Jayl Soares da Fonseca, a primeira; e por Ariano Affonso Neves e Arino Neves, a segunda.
- "Barbadas em Desfile" eram programas com os páreos, retrospectos e prognósticos das carreiras do Hipódromo da Gávea, entre as décadas de 60 e 80, editado pelos irmãos e cronistas de turfe Mário e Hércules Braga.
- Revista Protetora do Turfe. Editada em Porto Alegre com as corridas do Hipódromo dos Moinhos de Vento na primeira metade do século XX.
- A Voz do Turfe. Editada em Porto Alegre, com as corridas do Hipódromo dos Moinhos de Vento, na primeira metade do século XX.
- Turfe de Bolso. editada em Porto Alegre desde nº. 1 em 04.09.1958 (edição pré-Protetora) ao nº. 1.626 em 16.11.1989 (edição pré-Bento),  com as corridas dos hipódromos dos Moinhos de Vento, e depois, do Hipódromo do Cristal. A publicação circulava sempre às quartas-feiras e vendia cerca de mil exemplares. Foi a revista de mais longo período de circulação no sul do Brasil. Diretores Benito e Rene Berutti e Jorge B. Guerra.
- Retrospecto. Editada semanalmente em Porto Alegre nos anos 1990 a setembro de 1992, n. 133. Editor Adroaldo Guerra Filho
- Turfe em Revista. Editada semanalmente.

## Revistas em circulação atual
- Turfe On-Line (1) - Brasil edição eletrônica
- Racing Daily Form - Estados Unidos edição eletrônica
- Revista Invasor - Uruguai edição eletrônica
- Revista Palermo - Argentina edição eletrônica
- Revista El Turf - Chile edição eletrônica
- Revista Tu Hipismo - Venezuela edição eletrônica

(1)- apenas circulação eletrônica